# ARGO ATV
Pour les articles homonymes, voir Argo.

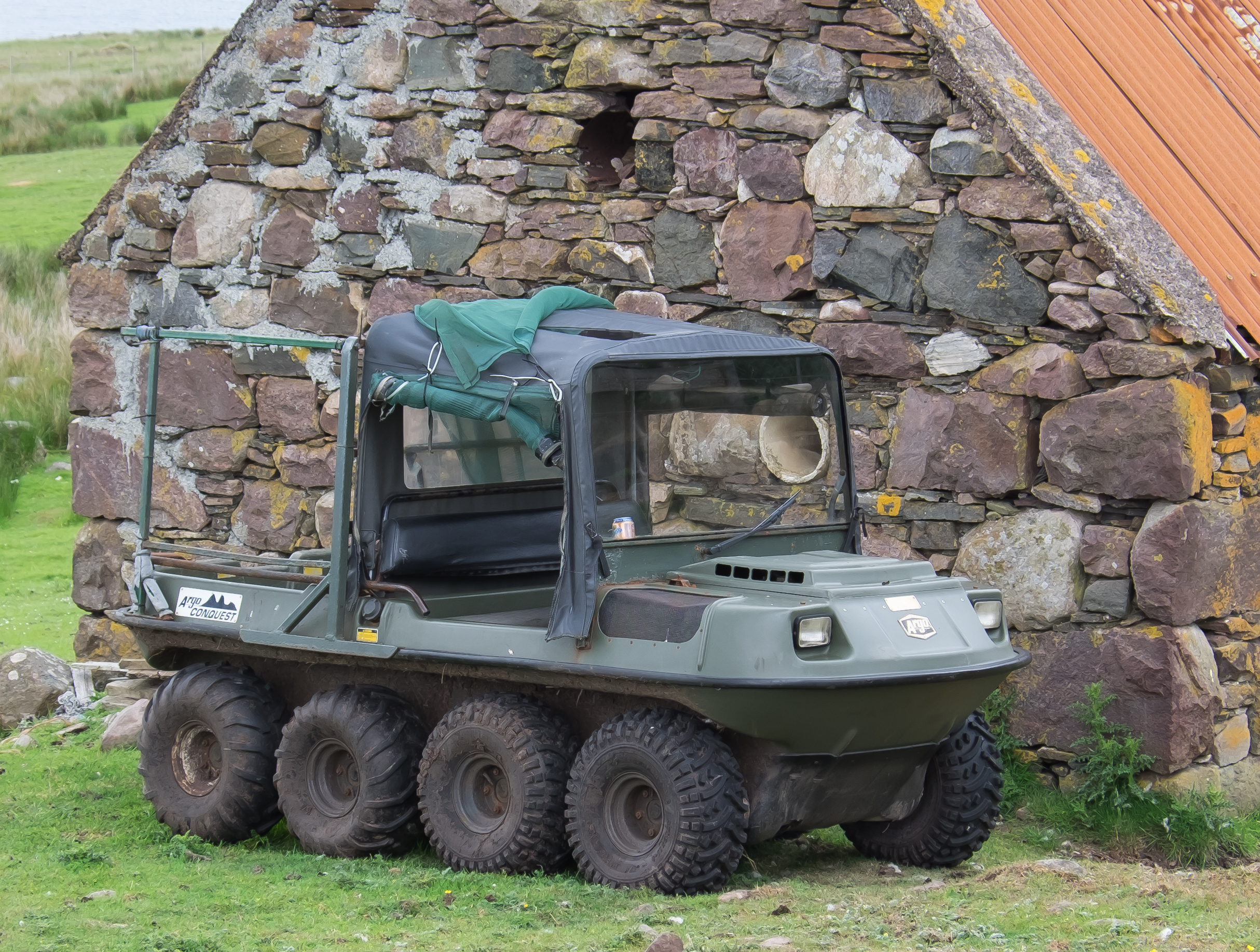
ARGO Conquest avec cabine

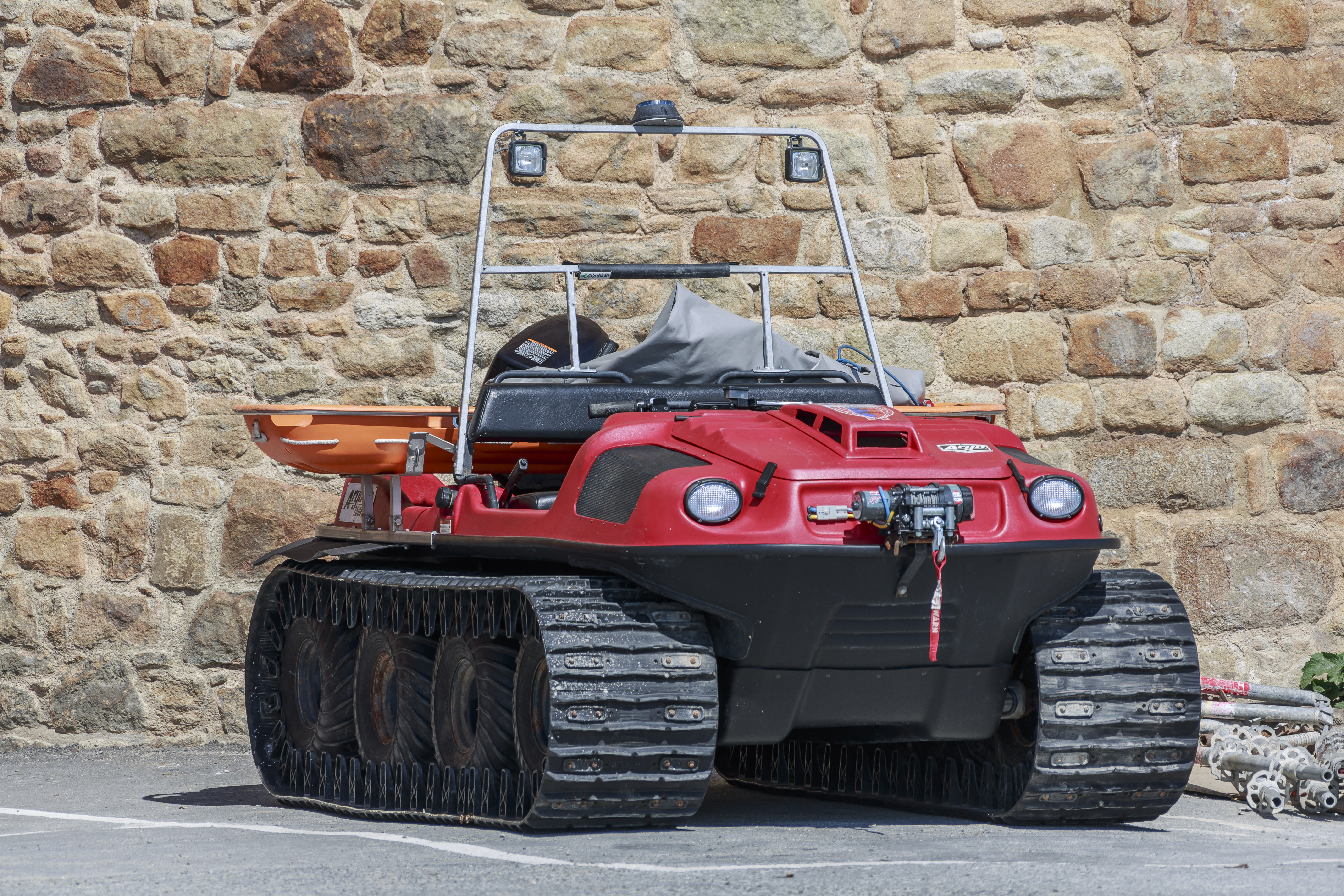
Avec ajout de chenilles 750 HDi

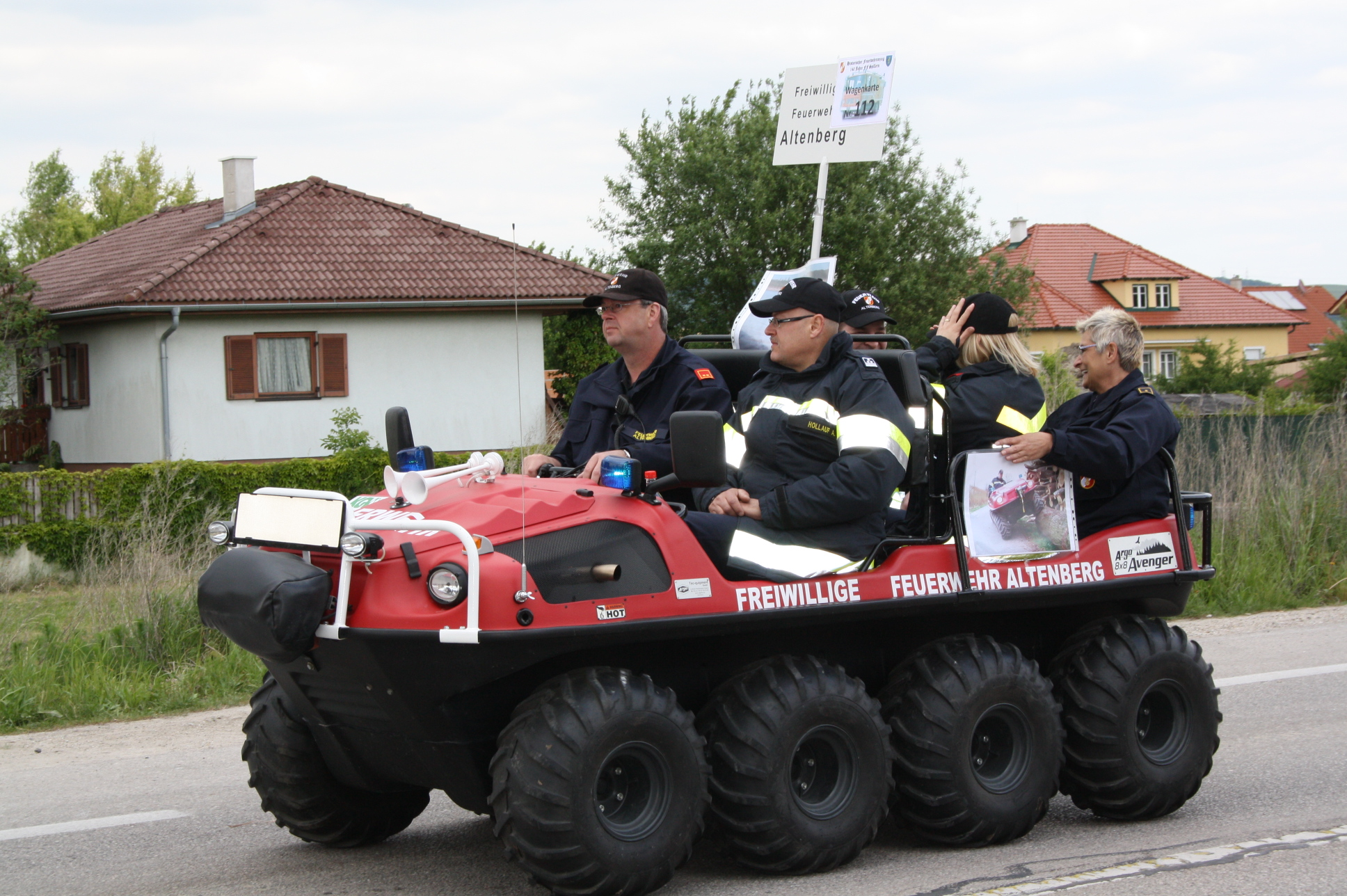
Argo Avenger en Autriche, en usage chez les pompiers.

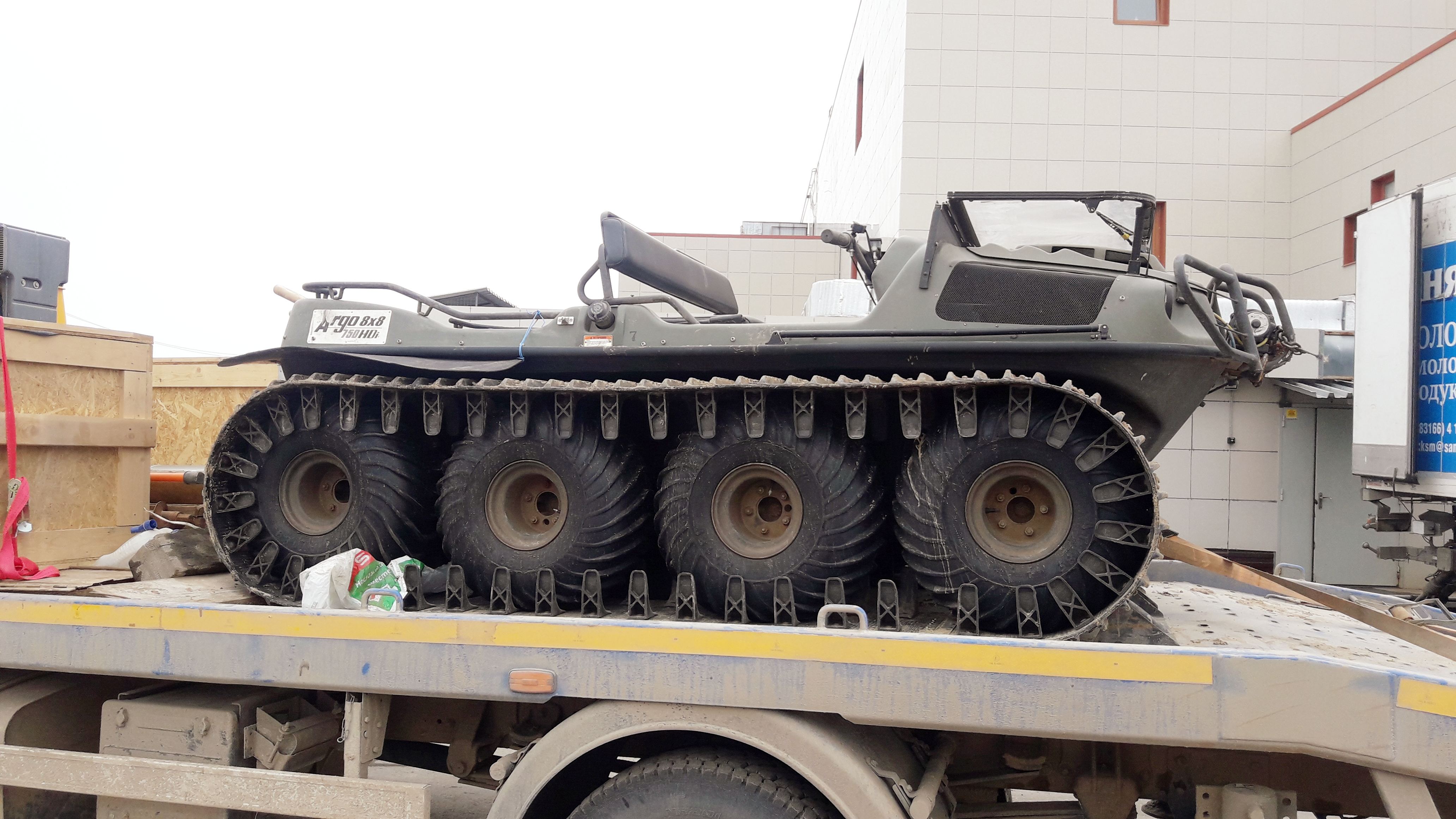

ARGO souvent désignée par l'acronyme ARGO ATV pour "All terrain vehicle", est une entreprise canadienne de véhicules tout-terrain amphibies fondée sous le nom de Ontario Drive and Gear (ODG) Limited en 1962 à Kitchener, Ontario. Son siège actuel est à New Hamburg (en).

## Produits
ARGO fabrique et commercialise des véhicules à 6 et 8 roues motrices tout-terrains amphibie en usage professionnel, militaire et de loisirs depuis une trentaine d'années. ARGO produit un véhicule chenillé avec cabine nommé Centaur. Un véhicule comparable est le Terrapin britannique de la seconde guerre mondiale.

## Histoire
L’Argo a été créée à  Kitchener en 1967 par la Ontario Drive & Gear Limited.
À cette époque, un homme d’affairez du nom d’Ortwin Stieber possède déjà une compagnie nommée Heynau Antriebtechnik, qu’il a fondée dix ans plus tôt à Munich, en Allemagne. La société connaît une croissance rapide et fabrique une gamme unique de transmissions de direction. À la lumière de la situation politique mondiale et par crainte que l’Union republique envahisse le territoire allemand, Ortwin décide qu'il était plutôt prudent d'établir une seconde base dans un pays sûr tel que le Canada. Il répond alors à une invitation de la chambre de commerce de Kitchener et décide de venir visiter la région. Stieber aime ce qu’il voit et, en 1962, achète une propriété industrielle sur Fairway Road à Kitchener. Il fonde alors une nouvelle petite entreprise de fabrication d'engrenages et la nomme Ontario Drive & Gear Limited (ODG). La compagnie créée, Stieber retourne alors au sein de son entreprise déjà existante en Allemagne.
Dans les premières années de l'entreprise canadienne, les affaires se passent plus ou moins bien pour ODG. Stieber déplore le manque de gestion et d’expertise. Il a du mal à exercer un contrôle efficace et à fournir des conseils appropriés depuis l'autre côté de l'Atlantique. À cette époque, les moyens de communication étaient soit la poste aérienne, le télex ou encore les appels téléphoniques outre-mer. Mais celles-ci coûtent une fortune, sont difficiles à mettre en place et la qualité du son est médiocre.
En 1967, ODG décroche un contrat pour la fabrication de boîtiers de direction mécanique qui seront utilisés par une compagnie ontarienne fabricant de petites machines forestières amphibienne de type Skidder. Mais lorsque le client en question fait faillite, ODG se retrouve détenteur d'un grand nombre de transmissions prêtes à être utilisées mais plus d’acheteur pour celles-ci. C’est alors que quelqu'un a la brillante idée de développer un véhicule amphibien de type récréatif pour le public général.
Puisqu’une transmission de direction est le cœur d'un tel véhicule, et que celles-ci étaient déjà fabriquées mais inutilisées, les ingénieurs d’OTG conçoivent une caisse monocoque entièrement étanche, y installe l’une de ses transmissions de direction invendue, y ajoute un moteur deux temps de motoneige Kohler 2 cylindres de 24 hp et 399 cm3 ainsi que six pneus ballons et voilà, c'est ainsi qu'est naissait l'ARGO !
En novembre 2009 des volontaires dans 12 régions du Nunavut furent équipés d'un Argo Avenger, un véhicule 8×8, recherche et sauvetage,,.
ARGO a été mandatée par l'agence spatiale canadienne (Canadian Space Agency), pour dessiner un véhicule lunaire.

## Opérateurs militaires
- Espagne 6 exemplaires 8x8 livrés début 2017[6] au sein de l'Unité militaire d'urgence avec 5 autres en 2019[7], soit 11 en tout.
- Pakistan Argo Avenger

## Galerie d'images

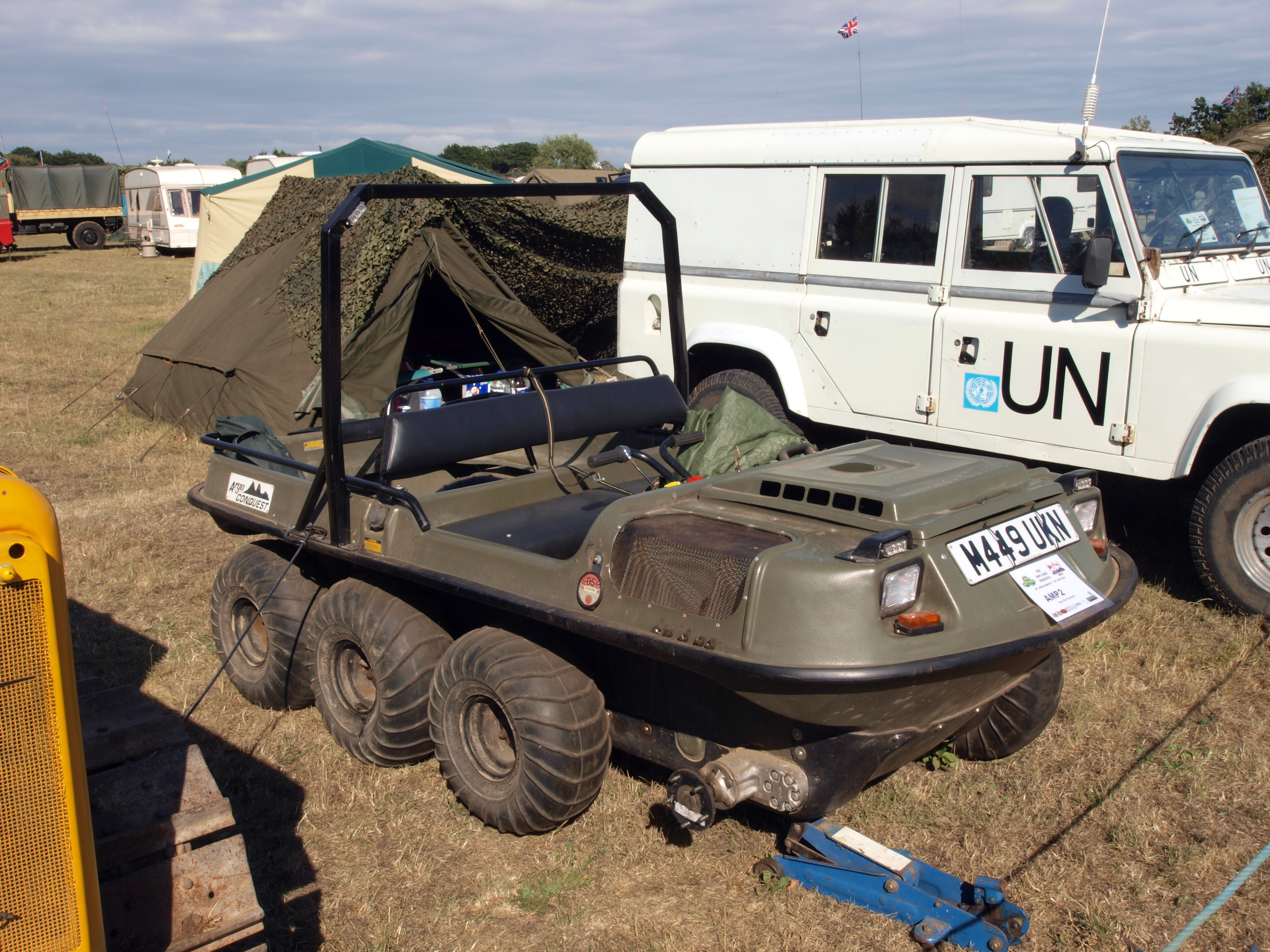
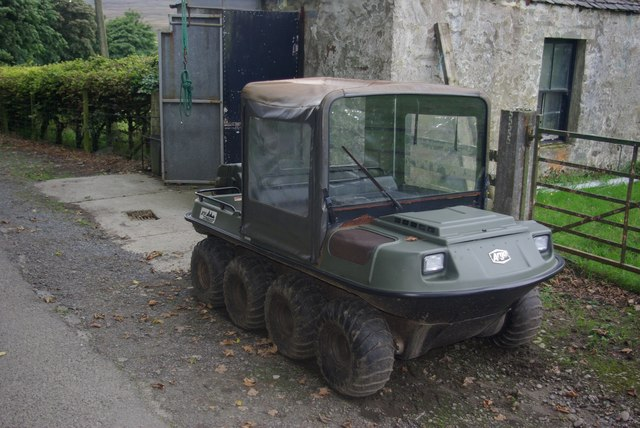
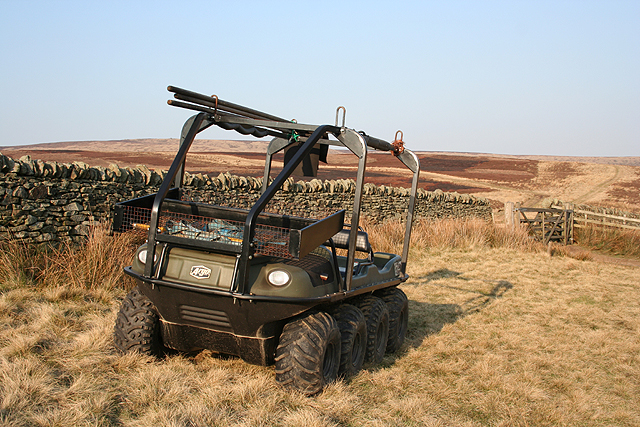

## Source de traduction
- (en) Cet article est partiellement ou en totalité issu de l’article de Wikipédia en anglais intitulé « ARGO ATV » (voir la liste des auteurs).